# Napoli verde-blu
Napoli verde-blu, noto anche come Napoli verde e blu, è un film del 1935 diretto da Armando Fizzarotti.